# Volker Soergel
Volker Soergel (* 9. März 1931 in Breslau; † 5. Oktober 2022 in Heidelberg) war ein deutscher Physiker und Hochschullehrer.

## Leben
Volker Soergel wurde als drittes von neun Kindern von Wolfgang Soergel und Elsbeth Soergel geb. Rieth geboren.
1956 wurde er mit einer Arbeit über ein kernphysikalisches Thema an der Albert-Ludwigs-Universität Freiburg zum Dr. rer. nat. promoviert. Nach einem einjährigen Postdoc-Aufenthalt am Caltech war er 1962 bis 1968 als Research Fellow am CERN tätig, bevor er als Professor für Physik an die Ruprecht-Karls-Universität Heidelberg berufen wurde. Ab 1969 war er dort Direktor des Physikalischen Instituts.
Soergel war von 1974 bis 1979 Vorsitzender des Rats des Deutschen Elektronen-Synchrotrons DESY. Im Zeitraum 1979–1981 wirkte er als Forschungsdirektor am CERN. 1981 übernahm er den Vorsitz des DESY-Direktoriums. Er koordinierte von 1981 bis 1993 den Bau des Elektron-Proton Speicherrings HERA.
Er war bis 2000 geschäftsführender Direktor des Max-Planck-Instituts für Physik (Werner-Heisenberg-Institut) in München. Er war auswärtiges wissenschaftliches Mitglied des Max-Planck-Instituts für Kernphysik in Heidelberg.
Soergel repräsentierte die Heidelberger Akademie der Wissenschaften in der „Arbeitsgemeinschaft Gesellschaftsberatung / Zukunftsfragen“ der Akademieunion. Er gehörte der Freitagsgesellschaft Helmut Schmidts an.
Er spielte Violine und Bratsche und musizierte in seiner Freizeit gerne, wie auch z. B. zusammen mit seinen Genfer Kollegen Wolfgang Kummer, Carlo Rubbia und Jack Steinberger.
Sein Sohn Wolfgang Soergel ist Mathematiker.

## Auszeichnungen (Auswahl)
- Gustav-Hertz-Preis der Deutschen Physikalischen Gesellschaft (1963)
- Verdienstkreuz 1. Klasse der Bundesrepublik Deutschland (1993)
- Ehrendoktorwürde der Universität Glasgow (1994) für die Gestaltung des „HERA-Modells“
- Ehrendoktorwürde der Universität Hamburg (2010)
- Heidelberger Akademie der Wissenschaften
- Ordentliches Mitglied der Academia Europaea (1992)
- Korrespondierendes Mitglied der Joachim-Jungius-Gesellschaft der Wissenschaften, Hamburg
- Auswärtiges Mitglied der Polnischen Akademie der Gelehrsamkeit in Krakau[3]